# Sarsicytheridea punctillata
Sarsicytheridea punctillata är en kräftdjursart som först beskrevs av Brady 1865.  Sarsicytheridea punctillata ingår i släktet Sarsicytheridea och familjen Cytherideidae. Arten är reproducerande i Sverige. Inga underarter finns listade i Catalogue of Life.